# 川口周一郎
川口 周一郎（かわぐち しゅういちろう、1959年〈昭和34年〉1月28日 - ）は、新潟県出身の日本の外交官。
在タンザニア大使館、在フィンランド大使館、在南アフリカ共和国大使館勤務などを経て、2020年10月から2024年2月にかけて在モーリシャス大使を務めた。

## 略歴
- 1983年3月　東京大学農学部水産学科卒業
- 1985年3月　東京大学大学院農学系研究科中退
- 1985年4月　外務省入省
- 2006年7月　大臣官房総務課危機管理調整室長
- 2006年8月　内閣府情報公開・個人情報保護審査会事務局審査官
- 2008年8月　外務省在タンザニア日本国大使館 参事官
- 2012年11月　在フィンランド日本国大使館 参事官
- 2015年12月　在南アフリカ共和国日本国大使館 参事官
- 2020年10月　モーリシャス国駐箚 特命全権大使
- 2024年2月　依願免職